# Cicindela obsoleta
Cicindela obsoleta este o specie de insecte coleoptere descrisă de Thomas Say în anul 1823. Cicindela obsoleta face parte din genul Cicindela, familia Carabidae.

## Subspecii
Această specie cuprinde următoarele subspecii:
- C. o. neojuvenilis
- C. o. obsoleta
- C. o. santaclarae
- C. o. vulturina